# 福山 (総社市)
福山（ふくやま）は、岡山県総社市にある山である。

## 概要
標高は302.3mである。総社市の南端にあり、山手地区と清音地区に跨っている。古くは「百射山」（ももいやま）とも呼ばれていた。
登山・ハイキングコースが多く作られており、駐車場も整備されている。西側斜面にはパラグライダーの離陸場もある。交通の便の良さもあり、岡山県南部では登山客の多い山である。登山コースの中には1,234段の階段が設けてあるものがある。
歴史遺産も多く、山頂にはかつて福山城があり、中腹の小山には幸山城があった。この両城址を結ぶコースは「幸福の小径」と呼ばれている。
また福山を舞台に「福山合戦」と呼ばれる戦も行われた。
山麓の三因（みより）地区周辺には、三因千塚と呼ばれる古墳群がある。216基の古墳があるという。
中腹にはかつて式内社の百射山神社があったが、江戸時代に三輪神社があった現在地（総社市三輪）に三輪神社を合祀する形で遷座した。福山の古名もこの神社に由来している。